# Gleba
Gleba is een geslacht van weekdieren uit de klasse van de Gastropoda (slakken).

## Soort
- Gleba cordata Forsskål in Niebuhr, 1776